# Heinrich Richert Voth
Heinrich (Henry) Richert Voth (* 15. April 1855 in Molotschna bei Alexanderwohl; † 2. Juni 1931 in Newton, Kansas) war ein mennonitischer Missionar und Pastor.

## Leben
Seine gläubige deutschstämmige Familie war aus Südrussland nach Nordamerika ausgewandert und Voth wurde von der Missionarsleitung seiner Kirche, dem Mission Board der General Conference Mennonite Church zuerst nach Oklahoma, dem damaligen Indianerterritorium und danach in den Südwesten entsandt, um die dortigen Indianer, Arapaho und Hopi, zu bekehren.
Henry R. Voth lebte von 1892 bis 1892 in der Mennonitenmission in Darlington, bei Fort Reno. Voth wurde 1884 Superintendent, er heiratete Barbara Baer von der Mission im selben Jahr und sie bekamen eine Tochter, Frieda. Seine Frau starb 1889. Voth heiratete drei Jahre später Martha Moser, auch von der Darlingtoner Mission. 1893 wurde Voth nach Oraibi in Arizona entsandt, zu den traditionellen Hopi der dritten Mesa. Martha Voth starb 1901.
Henry R. Voth hat die Sprache der Arapaho gelernt und sich auch für ihre Gebräuche und für ethnologische Fragen interessiert, vor allem für den Geistertanz, der in seiner Gemeinde viele Anhänger fand. Er hatte Kontakt mit Ethnologen wie James Mooney und sammelte und verkaufte Objekte und indianische Zeugnisse (Ledger books) an das junge Bureau of American Ethnology.
Auch bei den Hopi in Oraibi unterstützte Voth Ethnologen, durch seine Machtposition, seine Sprachkenntnisse und seinen Einblick auch in das esoterische religiöse Leben der Pueblo-Indianer. Er sammelte für Museen und für das Tourismusunternehmen Fred Harvey, dessen Hopi House am Grand Canyon er einrichtete. Der deutsche Kunsthistoriker Aby Warburg kaufte bei Voth auf seiner Amerikareise (die Sammlung ist im Hamburger Museum für Völkerkunde) und das Berliner Museum kaufte eine große Sammlung von ihm an. Voth arbeitete ethnologisch eng mit George A. Dorsey vom Chicagoer Field Museum zusammen. Voth konnte in den Organen des Chicagoer Museums eine Reihe präziser Beschreibungen von Hopi-Zeremonien und Bräuchen, Folklore und Sprache veröffentlichen, illustriert mit seinen eigenen oft einzigartigen Kodak No. 1 Aufnahmen.
Voth gehörte zu den wenigen Forschern, die Indianersprachen leicht lernten. Seine Kenntnisse des Hopi übertrafen die sehr vieler Ethnologen. In Henry Voths Nachlass, der am Bethel College liegt, befinden sich Arbeiten zur Sprache der Arapaho, zur Religion der Hopi und ein Hopi Lexikon.
Voth verließ Oraibi und die mennonitische Heidenmission 1903. Er heiratete Katie Hershler 1906 und war von 1914 bis 1927 der Pfarrer der Zoar Mennonite Church in Goltry (Oklahoma). Er starb 1931 in Newton, in Kansas.

## Bücher
Das Field Columbian Museum, Chicago, veröffentlichte Voths Arbeiten in seiner Anthropological Series, in den Bänden 3, 6 und 11
- The Oraibi Powamu Ceremony, 3(2), 64–158, 1901
- The Oraibi Summer Snake Ceremony, 3(4), 263–358, 1903
- The Oraibi Oaqöl Ceremony, 6(1), 1–46, 1903
- Oraibi Natal Customs and Ceremonies, 6(2), 47–61
- The Oraibi Marau Ceremony, 11(1), 1–81, 1912
- Brief Miscellaneous Hopi Papers, 11(2), 89–149, 1912

Und Voths Kollaborationen mit George A. Dorsey im Band 3
- The Oraibi Soyal Ceremony, 3(1), 1901
- The Mishongnovi Ceremonies of the Snake and Antelope Fraternities, 3(3), 1901